# Avrinningsområde

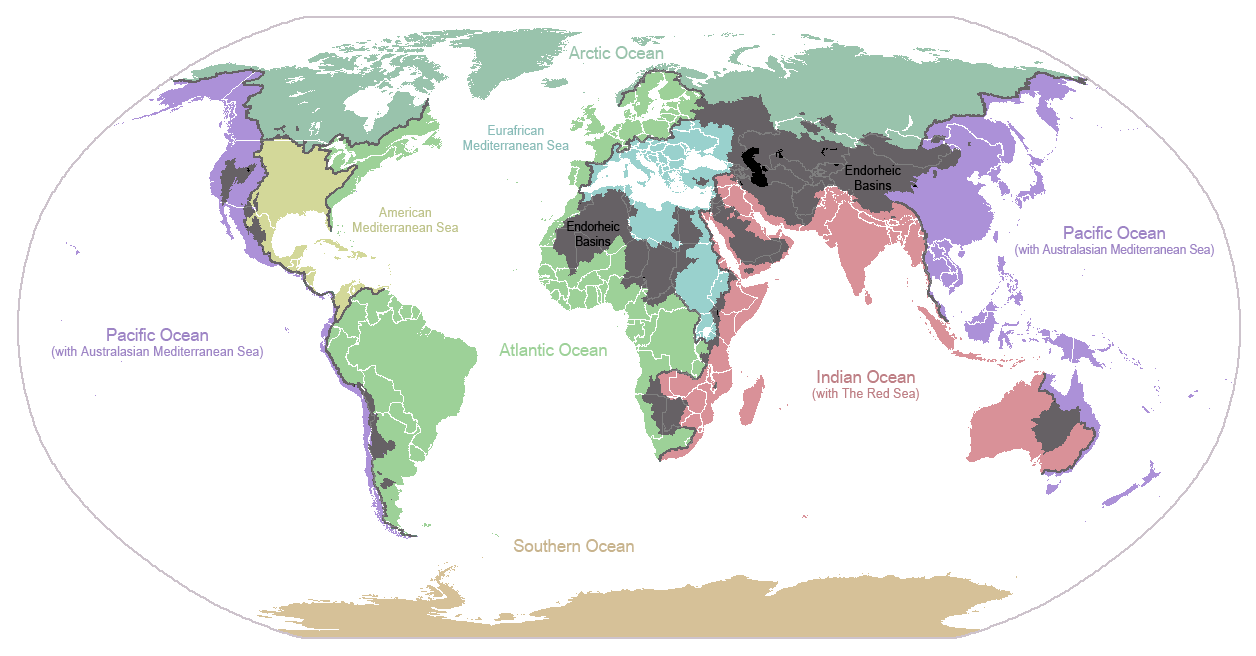
Huvudavrinningsområden i världen.

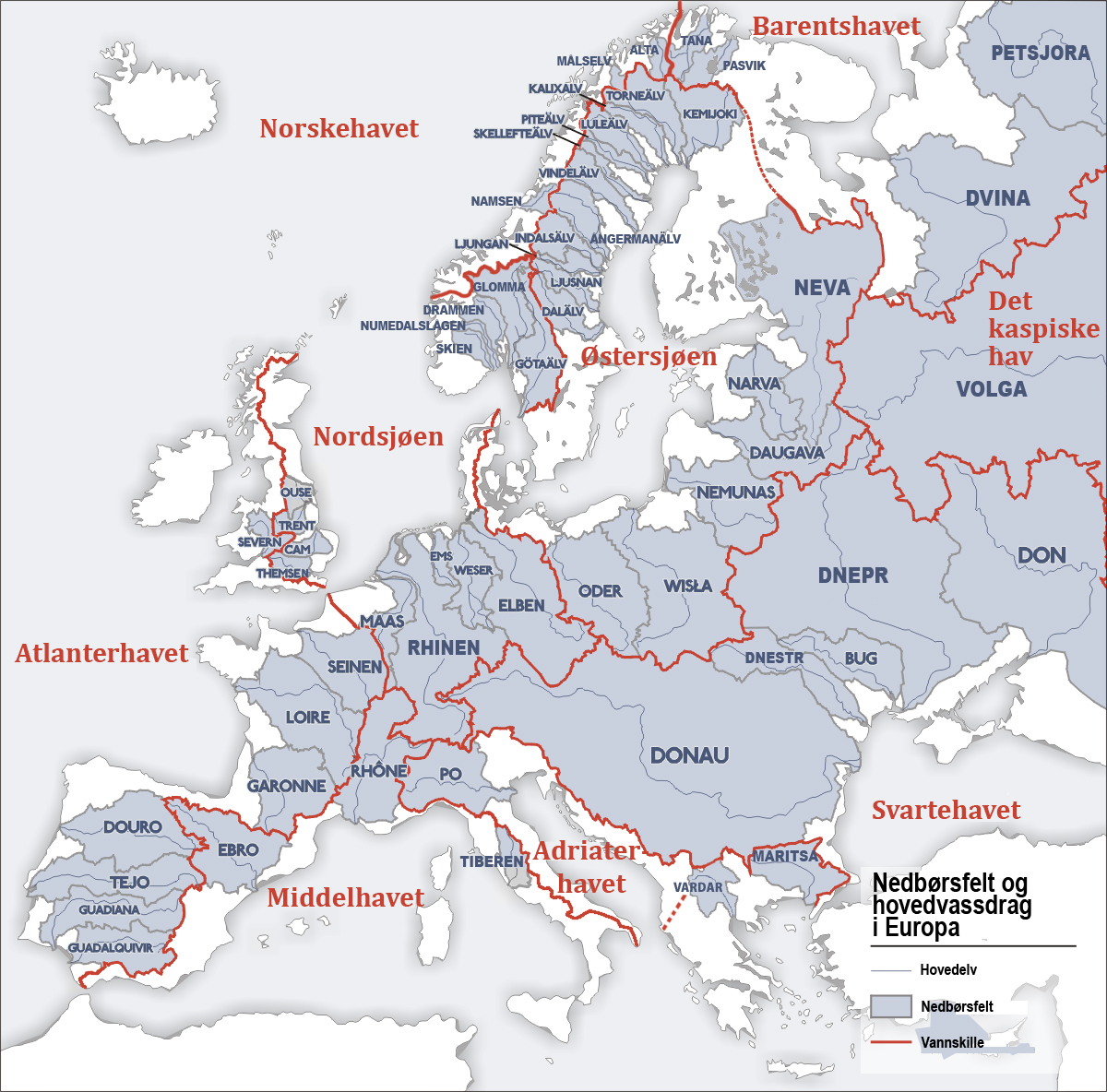
Norskspråkig karta där Europas högre ordningens vattendelare (mellan bihav till Atlanten) visas med röda linjer. Lägre ordningens vattendelare (mellan floder som dränerar till samma bihav) visas med mörkgrå linjer. Inflödesfält visas i ljusgrått. De vita områdena är floder och tillrinningsområden som är för små för skalan.

Ett avrinningsområde, dräneringsområde eller flodbäcken är det landområde, inklusive sjöar, som avvattnas via ett visst vattendrag. Området avgränsas av topografin som skapar vattendelare gentemot andra avrinningsområden. Det innebär att all nederbörd som faller inom avrinningsområdet rinner ut i havet via enbart ett vattendrag. Detta skall inte sammanblandas med tillrinningsområdet till en sjö, vilket enbart är landområdet exklusive sjön.